# Heliophanus chovdensis
Heliophanus chovdensis este o specie de păianjeni din genul Heliophanus, familia Salticidae, descrisă de Prószynski în anul 1982. Conform Catalogue of Life specia Heliophanus chovdensis nu are subspecii cunoscute.